# Špaček Tristramův
Špaček Tristramův (Onychognathus tristramii) je pěvec z čeledi špačkovitých, vyskytující se v Izraeli, Jordánsku, severovýchodní egyptské Sinaji, západní Saúdské Arábii a v Jemenu.

## Popis
Dorůstá asi 25 cm, v rozpětí křídel měří 44–45 cm a váží 100–140 g. Samci mají leskle černé peří s oranžovými skvrnami na vnějšku křídel, které jsou částečně viditelné za letu. Zobák a nohy jsou černé. Samice a mladí ptáci jsou podobní, jen temnější s šedší hlavou, bez lesklého peří.

## Hnízdění
Žije v koloniích, až třistačlenných. Hnízdící pár je spolu celý rok. Hnízdí většinou na skalách. Samice klade většinou tři vejce, na kterých sedí 16 dní. O mláďata se pár stará do jejich opuštění hnízda po třiceti dnech, ale i potom se drží mláďata rodičů.
Pojmenován byl po reverendu H. B. Tristramovi.